# باتريك براون (لاعب هوكي جليد)
باتريك براون (بالإنجليزية: Patrick Brown)‏ هو لاعب هوكي جليد أمريكي، ولد في 29 مايو 1992 في بلومفيلد هيلز في الولايات المتحدة.

## وصلات خارجية
- باتريك براون على موقع دوري الهوكي الوطني (الإنجليزية)
- باتريك براون على موقع الدوري الأمريكي لهوكي الجليد (الإنجليزية)
- باتريك براون على موقع EliteProspects.com (الإنجليزية)
- باتريك براون على موقع HockeyDB.com (الإنجليزية)
- باتريك براون على موقع Hockey-Reference.com (الإنجليزية)